# Holegill Beck
Der Holegill Beck ist ein Wasserlauf im Lake District, Cumbria, England.
Er entspringt an der Nordseite des Black Combe und fließt in westlicher Richtung bis zu seiner Mündung in den Broomhill Beck.